# Ken Hashikawa

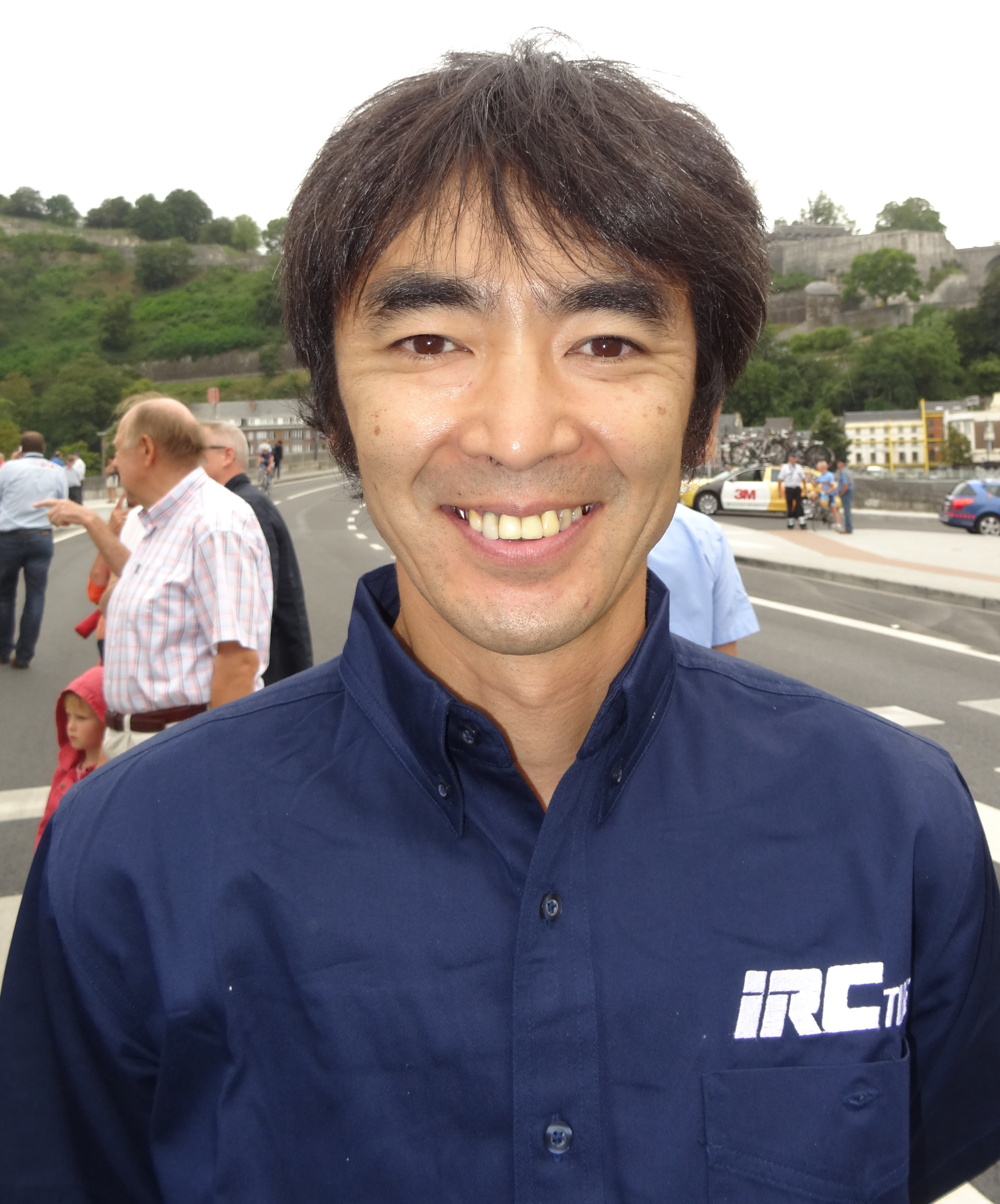
Ken Hashikawa, Tour de la province de Namur 2014.

Ken Hashikawa (jap. 橋川 健, Hashikawa Ken; * 8. Mai 1970 in der Präfektur Chiba) ist ein ehemaliger japanischer Straßenradrennfahrer.

## Sportlicher Werdegang
Ken Hashikawa fuhr in den Jahren 1991 bis 1993 jeweils am Ende der Saison für das Radsportteam Motorola als Stagiaire. In der Saison 1996 gewann er das Eintagesrennen Tour de Okinawa, und 1999 entschied er die Gesamtwertung der Tour de Hokkaido für sich. 2001 wurde Hashikawa Dritter bei der japanischen Meisterschaft im Einzelzeitfahren. Dieses Resultat konnte er 2003 erneut erzielen.
2008 wurde Ken Hashikawa letztmalig in den internationalen Ergebnislisten geführt. Nach seinem Karriereende war er wiederholt in der sportlichen Leitung verschiedener UCI Continental Teams beschäftigt.

## Erfolge
1996
- Tour de Okinawa

1999
- Gesamtwertung Tour de Hokkaidō

## Teams
- 1994 Saxon-Selle Italia
- 1995–1996 Tönissteiner-Saxon
- 1997–1998 Tönissteiner-Colnago
- 1998 Tönissteiner-Colnago
- 2003 Bridgestone-Anchor
- 2005 Kinan CCD
- 2006 Matrix
- 2007–2008 Matrix Powertag